# MotherFatherSon
MotherFatherSon é uma série de televisão da BBC Studios estrelada por Richard Gere – seu primeiro papel importante na televisão – Helen McCrory, Billy Howle, Ciarán Hinds e Elena Anaya. A série transmitida pela BBC Two começou em 6 de março de 2019 e terminou em 24 de abril de 2019. Sua média de espectadores em milhões foi de 2,69

## Elenco
- Richard Gere como Max Finch
- Helen McCrory como Kathryn Villiers
- Billy Howle como  Caden Finch
- Pippa Bennett-Warner como Lauren Elgood
- Sinéad Cusack como Maggie Barns
- Joseph Mawle como Scott Ruskin
- Paul Ready como Nick Caplan
- Danny Sapani como Jahan Zakari
- Sarah Lancashire como Angela Howard
- Ciarán Hinds como Walter Finch
- Peter Sullivan como Tate
- Steven Cree como Andrew Bentham
- Angélica Aragón como Verónica
- Elena Anaya como Sofia
- Niamh Algar como Orla